# 버섯

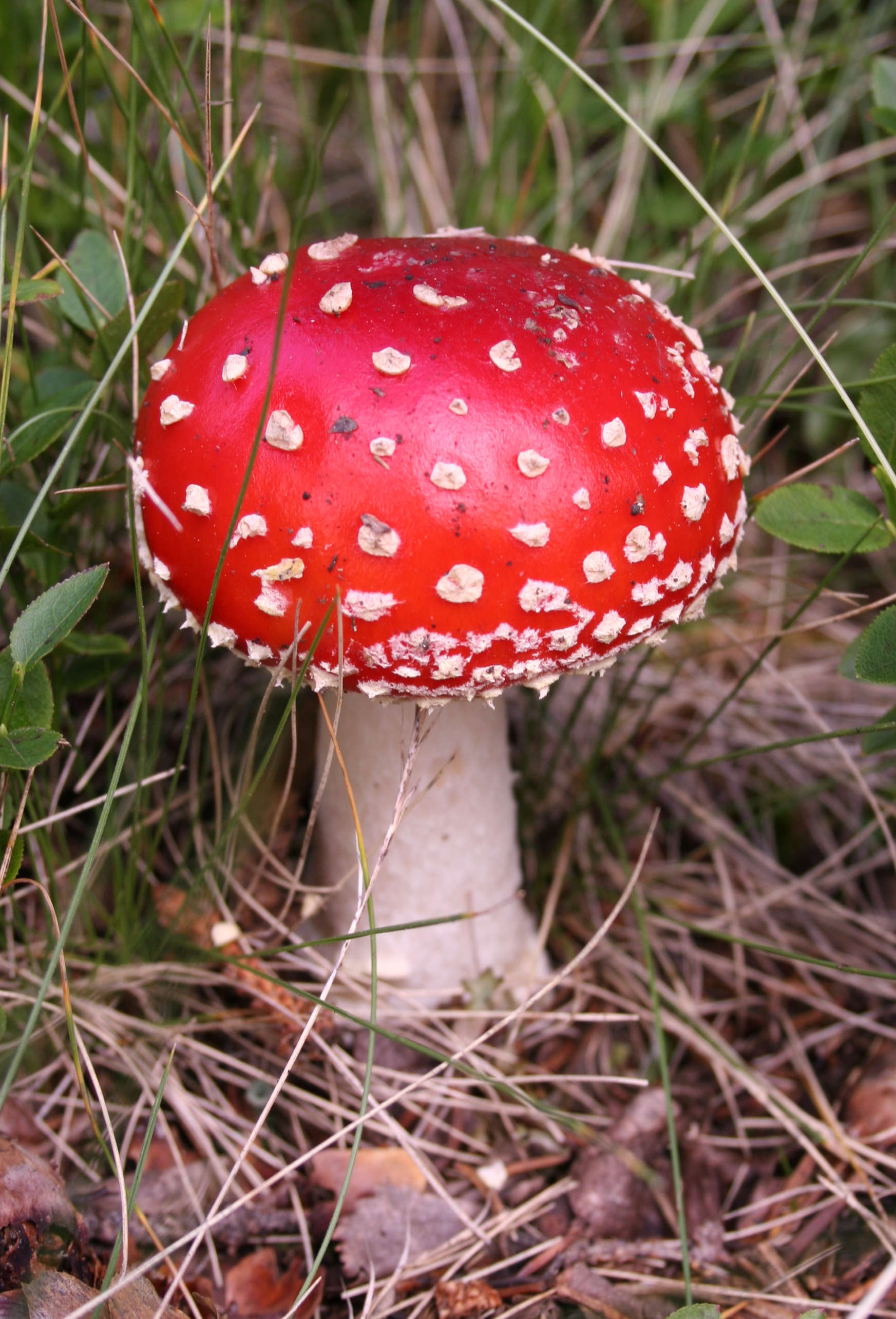
향정신성 버섯 아마니타 무스카리아는 일반적으로 "플라이 아가릭"으로 알려져 있다.

버섯은 자루와 갓이 있는 균사체를 말한다. 보통 담자균과 대형 자낭균을 말한다. 일반적으로 지상, 토양 또는 식량 공급원에서 생성되는 다육질의 포자를 함유하는 곰팡이 자실체이다. 독버섯은 일반적으로 인간에게 유독한 것을 나타낸다.

## 생김새
버섯은 크게 균근성버섯과 부후성버섯으로 나뉘는데, 균근성버섯은 나무의 뿌리에서 나무와 기생하는 버섯이며 부후성버섯은 죽어가는 나무나 낙엽을 분해하여 양분을 얻는 버섯이다.
곰보버섯의 경우 균근성버섯이기도 하지만, 부후성 특성이 있는 것으로 알려져 있다.

## 식용 버섯
버섯 중에는 먹을 수 있는 버섯이 있다. 식용 버섯 중에서도 독이 있지만, 극소량이기 때문에 먹을 수 있거나 조리 과정에서 독이 파괴되어 먹을 수 있는 버섯도 있다.

### 식용 버섯의 종류
- 치마버섯
- 송이버섯
- 표고버섯
- 양송이
- 새송이버섯
- 팽이버섯
- 느타리버섯
- 목이버섯
- 석이버섯
- 송로버섯
- 상황버섯
- 다색벚꽃버섯
- 말굽버섯
- 송화버섯
- 송화고버섯
- 방귀버섯
- 금버섯
- 댕구알버섯
- 운지버섯
- 잔나비걸상버섯
- 차가버섯
- 첸터럴버섯
- 돌버섯
- 부채버섯
- 갓버섯
- 큰갓버섯
- 대말불버섯
- 목질진흙버섯
- 민자주방망이버섯
- 곰보버섯
- 먹물버섯
- 뽕나무버섯
- 국수버섯
- 달걀버섯
- 노란달걀버섯
- 능이버섯
- 꾀꼬리버섯
- 흰굴뚝버섯
- 붉은점박이버섯
- 흰우산버섯
- 흰주름버섯
- 소혀버섯

## 독버섯

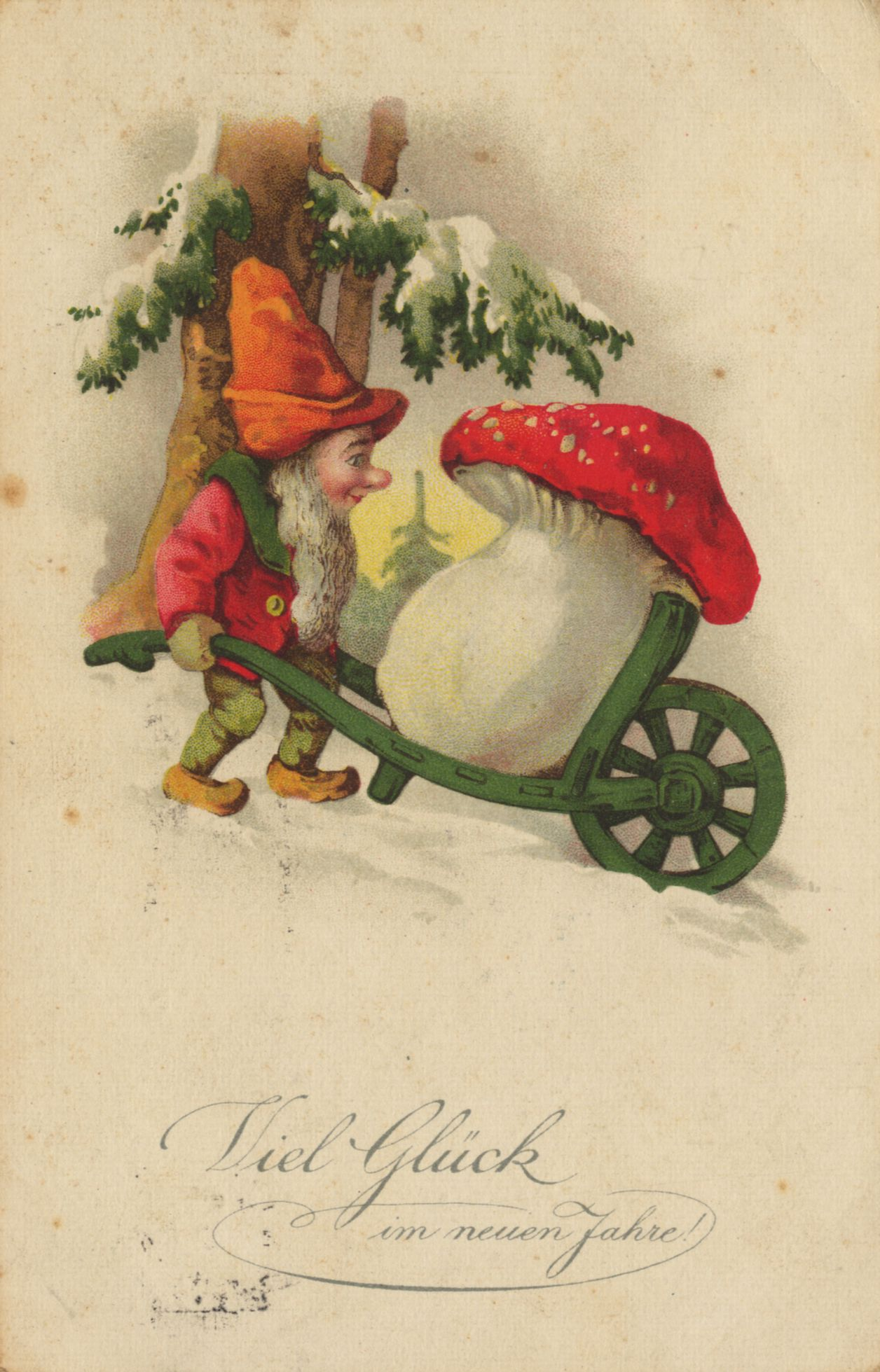
아마니타 무스카리아는 가장 쉽게 인식되는 "타우돌"로 동화와 연하장에 자주 묘사된다. 그것은 종종 gnome과 관련이 있다.

독버섯들의 특징은 화려하고 가로로 잘 찢어진다고 알려져 있으나, 그렇지 않은 것이 많으므로 이는 독버섯을 구별하는 기준이 아니다.
투박한 버섯도 독을 가진 버섯이 많이 있으므로 정확히 알고있는 버섯이라도 비슷한 모양의 버섯이 많아 전문가들도 구별하기 어려울 정도다.
때문에 산에서 자라는 야생 버섯은 함부로 채취하지 않는 게 좋으며, 농가에서 재배한 버섯만을 먹는 것이 현명한 방법이다.

### 독버섯 종류
| - 독우산광대버섯 - 노란다발버섯 - 개나리광대버섯 - 알광대버섯 - 흰알광대버섯 | - 마귀광대버섯 - 절구버섯아재비 - 애광대버섯 - 양파광대버섯 - 붉은싸리버섯 | - 노란싸리버섯 - 붉은사슴뿔버섯 - 갈황색미치광이버섯 - 화경버섯 - 삿갓외대버섯 | - 마귀곰보버섯 - 검은쓴맛그물버섯 - 점박이끈적버섯 |

## 잘못 알려진 독버섯 상식
1.독버섯은 화려하게 생겼다.
- 모양하고 색깔만으로는 버섯 종류를 구별할 수 없다.

2.독버섯은 세로로 찢어지지 않는다.
- 버섯은 빠른 속도로 자라는 균류로 세로로 팽창한다.

3.곤충이나 야생동물, 새들이 먹은 흔적이 있으면 식용버섯이다.
- 조류(새)를 비롯한 달팽이, 개미, 바구미, 파리 등의 곤충 뿐만 아니라, 다람쥐, 청설모 등의 야생동물들은 버섯 종류에 관계없이 모든 버섯을 즐겨 먹는다.

4.독버섯 요리에 은수저를 넣으면 검게 변색이 된다.
- 독우산광대버섯(독버섯)의 경우 변색되지 않으며, 표고버섯(식용)에 은수저를 넣으면 변색이 되는 경우도 있다.

5.유액이 나오는 버섯은 먹을 수 있다.
- 독버섯인 새털젖버섯아재비와 점박이끈적버섯은 잘랐을 때 유액이 나온다.

6.대에 띠가 있으면 식용버섯이다.
- 독버섯을 포함한 대부분의 버섯에는 띠가 있다.

7.나무에 자라는 버섯은 식용버섯이다.
- 화경, 갈황색미치광이, 붉은사슴뿔버섯 종류는 독버섯이긴 하지만 나무에서 자란다.

8.독버섯은 기름에 넣어서 볶거나 염장을 하면 없어진다.
- 독버섯의 독은 염장을 하거나 기름에 넣어서 볶는다 해도 없어지지 않으므로 절대 섭취해서는 안 된다.

9.버섯 종류는 사진이나 그림으로 구별이 가능하다.
- 독버섯하고 식용버섯은 육안구별이 어려우며, 예로 팽나무버섯하고 노란다발버섯은 매우 유사하게 생겨 전문가들도 구별하기 어렵다.

따라서 버섯 종류를 일반인이 구별할 수 있는 방법은 거의 없다고 봐도 좋을 것이다.

## 독버섯의 독성분
| 독성분              | 독성분                         | 독버섯 종류                                                                                             | 증상 |
| ------------------- | ------------------------------ | --- | --- |
| 아미톡신류          | 아미톡신 · 팔로톡신 · 비로톡신 | 비탈광대버섯 · 에밀종버섯 · 흰알광대버섯                                                                | 섭취 10~12시간 경과 후에 메스꺼움, 복통, 오심, 구토, 출혈성 설사 발생, 2~4일경 복통, 경련, 간부전증, 신부전증, 혼수상태 동반(심하면 사망) |
| 지로미트린          | 지로미트린 · 모노메틸히드라진  | 마귀곰보버섯 · 안장버섯                                                                                 | 섭취 6~8시간 경과 후 메스꺼움, 두통, 복통, 설사 등의 위장관 증세에 실신                                                                   |
| 코프린              | 알코올분해효소의 작용억제      | 두암먹물버섯 · 배불뚝이깔때기버섯                                                                       | 섭취 30분~5일(120시간) 이내 알코올 음료 섭취 시 1시간 이내에 구토하고 두통 발생                                                           |
| 무스카린            |                                | 광대버섯 · 땀버섯 숙종 · 깔때기버섯 종류 · 맑은애주름버섯 · 의대버섯류 · 그물버섯 종류 · 잿빛깔때기버섯 | 섭취 30분~2시간 내에 발한, 침, 눈물, 동공 축소, 근육 경련, 설사, 맥박 저하, 저혈압, 심정지 동반(심한 경우 사망)                           |
| 이보텐산 · 무스시몰 |                                | 광대버섯 · 마귀광대버섯 · 파리버섯 · 말똥버섯 종류                                                      | 섭취 30분~수 시간 내에 어지러움, 메스꺼움, 구토, 복통, 설사, 저혈압, 실조증, 근육연축, 흥분, 환각 증상                                    |

그 외 환각, 위장관자극 등의 중독증상이 나타나는 말똥버섯속, 환각 버섯속, 미치광이버섯 종, 계란모자버섯, 검은쓴맛그물버섯, 노란종버섯 등이 있다.
산이나 들에서 자라는 야생버섯은 거의 100%가 독버섯이라 봐도 좋을 것이다.

## 특징
버섯은 다세포이며 유성생식을 할 수도 있고 무성생식을 할 수도 있다. 버섯은 식물과 상호밀접한 우호관계를 맺기도 한다. 주로 영양분을 교환하는 관계를 형성한다. 버섯은 분해자, 공생자, 기생자로 분류할 수 있다.

## 같이 보기
- 목재부후균
- 버섯 중독